# Johnny Leach
Johnny Leach (ur. 20 listopada 1922 w Londynie, zm. 5 czerwca 2014) – angielski tenisista stołowy, trzykrotny mistrz świata.
Szesnastokrotnie zdobywał medale mistrzostw świata. Trzykrotnie stawał na najwyższym stopniu podium: jeden raz w turnieju drużynowym i dwa razy indywidualnie (w 1949 w Sztokholmie i dwa lata później w Wiedniu).
Czterokrotny mistrz Anglii w latach 1959–1964 w grze podwójnej i mieszanej.